# Saint-André-les-Alpes
Saint-André-les-Alpes település Franciaországban, Alpes-de-Haute-Provence megyében. Lakosainak száma 1030 fő (2022. január 1.). Saint-André-les-Alpes Allons, Angles, Castellane, Lambruisse, Moriez, La Mure-Argens, Saint-Julien-du-Verdon, Senez és Thorame-Basse községekkel határos.

## Népesség
A település népessége az elmúlt években az alábbi módon változott:
| Lakosok száma | 952  | 852  | 794  | 912  | 932  | 983  | 1008 | 1010 | 1015 | 1030 |
|               | 1968 | 1982 | 1990 | 2006 | 2013 | 2015 | 2017 | 2019 | 2020 | 2022 |